# 谷口新一
谷口 新一（たにぐち しんいち、1965年 - ）は日本の環境教育家。富山県を拠点に活動するNPP(NON-PROFIT-PERSON)である。

## 人物
富山県上市町出身、東京大学経済学部卒。NPO代表として、富山県中新川郡上市町浅生に子どもたちが自然体験をする施設あそあそ自然学校を設立した。
2007年～2015年富山国際大学講師